# Nicolás Serrano Galdeano
Nicolás "Nico" Serrano Galdeano (nascut el 5 de març de 2003) és un futbolista professional navarrès que juga d'extrem a l'Athletic Club.

## Carrera de club
Nascut a Pamplona, Navarra, Serrano es va incorporar a l'equip juvenil del Vila-real CF l'any 2015, amb 12 anys, després de representar la UDC Txantrea i el CA Osasuna. L'agost de 2018, als 15 anys, va fitxar per l'Athletic Club.
El maig de 2020, després d'acabar la seva formació, Serrano va ascendir directament al filial, sense jugar al CD Basconia, l'equip de formació, i va signar un contracte professional a finals de mes. Va debutar com a sènior el 18 de juliol, entrant com a substitut de Juan Artola a la segona part en un empat a casa per 1-1 contra el CD Badajoz, als play-offs de Segona Divisió B del 2020.
Serrano va marcar el seu primer gol com a sènior el 7 de novembre de 2020, marcant el primer gol en una victòria a casa per 2-1 davant la SD Amorebieta. El juny de l'any següent va ser convocat pel tècnic Marcelino per fer la pretemporada amb el primer equip.
Serrano va debutar amb el seu primer equip i a la primera divisió l'11 de setembre de 2021, substituint Iñaki Williams al final de la victòria a casa per 2-0 davant el RCD Mallorca. L'11 d'agost de l'any següent va ser cedit per a la temporada al CD Mirandés de Segona Divisió.
El 10 d'agost de 2023, Serrano es va traslladar cedit durant tota la temporada al PEC Zwolle als Països Baixos. El gener de 2024, la seva cessió al Zwolle es va rescindir per permetre-li unir-se al Racing de Ferrol fins a final de temporada.

## Carrera internacional
Serrano va representar Espanya en els nivells sub-16, sub-17 i sub-18.